# Phoroncidia escalerai
Phoroncidia escalerai là một loài nhện trong họ Theridiidae.
Loài này thuộc chi Phoroncidia. Phoroncidia escalerai được Eugène Simon miêu tả năm 1903.